# Pevačica (televizijska serija)
Pevačica (ćirl. Певачица) je srbijanska televizijska serija autora Predraga Antonijevića i Nataše Drakulić. Serija se premijerno prikazuje na kanalu Superstar TV od 11. rujna 2021. Serija je obnovljena za drugu sezonu prije prikazivanja prve sezone.
U Hrvatskoj serija je premijerno dostupna na streaming platformi Voyo od 21. prosinca 2021., a prikazala se na kanalu RTL Adria od 29. prosinca 2022. do 11. siječnja 2023.

## Radnja
Mlada glazbena zvijezda u usponu, Ivana Lazić, nakon pobjede na glazbenom natjecanju Superglas dobiva sve o čemu je ikad sanjala: život u velikom gradu, slavu, popularnost, brojne nastupe, putovanja, a i ljubav najpoznatijeg glazbenog skladatelja i producenta u zemlji, Vlade Vidaka.
Međutim, dok se trudi da zaboravi svoj prošli život, počinje da joj se događaju niz tajanstvenih stvari koje će se završiti njenim ubojstvom. Tražeći racionalne odgovore, privatni detektiv Bojan koji uz policiju radi na rješavanju njezina ubojstva, suočava se i s nečim iracionalnim što još dugo neće moći razumjeti.

## Pregled serije
Serija se prikazuje na kanalu Superstar TV od 11. rujna 2021. i na kanalu Pink od 17. rujna. Serija je obnovljena za drugu sezonu prije prikazivanja prve sezone.
U Hrvatskoj prva sezona je postala dostupna na streaming platformi Voyo od 21. prosinca 2021., a prikazala se na kanalu RTL Adria od 29. prosinca 2022. do 11. siječnja 2023., i na kanalu RTL 2 u ranojutanjim satima od 19. lipnja do 10. srpnja 2023.
Druga sezona je dostupna na platformi Voyo od petka do nedjelje od 29. ožujka 2024.
| Sezona | Sezona | Epizoda | Izvorno prikazivanje | Izvorno prikazivanje | Hrvatsko prikazivanje          |
| Sezona | Sezona | Epizoda | Premijera            | Finale               | Voyo                           |
| ------ | ------ | ------- | -------------------- | -------------------- | ------------------------------ |
|        | 1.     | 12      | 11. rujna 2021.      | 16. listopada 2021.  | 21. prosinca 2021.             |
|        | 2.     | 12      | 19. prosinca 2023.   | 3. siječnja 2024.    | 29. ožujka – 21. travnja 2024. |

## Glumačka postava
- Milica Pavlović kao Ivana Lazić (sezona 1)
- Jelena Mur kao Emilija Mladenović
- Miloš Timotijević kao Vlada Vidak/Vlada krčmar
- Igor Đorđević kao inspektor Rade Ivančević
- Zlatan Vidović kao Bojan Ćupić
- Nikola Rakočević kao Marko Jović (sezona 1)
- Boris Komnenić kao Velja (sezona 1)
- Nataša Ninković kao gatara Vlajna Ćupić
- Izudin Bajrović kao Crni Mag Ćupić
- Petar Zekavica kao Beli Mag (sezona 1)
- Branka Pujić kao Vera Lazić
- Ljiljana Stjepanović kao Dušanka (sezona 1)
- Miloš Petrović Trojpec kao policajac Andrić (sezona 1)
- Miodrag Dragičević kao Dimitrije
- Amar Ćorović kao Borko (sezona 1)
- Nikolina Friganović kao Marija Savić "Maca" (sezona 1)
- Željko Ekić kao Paja (sezona 1)
- Jovana Stipić kao Olivera Vidak/krčmarica Olivera
- Jana Bjelica kao Maja Ćupić/krčmarica Maja
- Milica Todorović kao Daša (sezona 2)
- Vuk Kostić kao numerolog Vanja Isaković (sezona 2)
- Marko Janketić kao Lokić "Loki" (sezona 2)
- Strahinja Blažić kao inspektor Pekić (sezona 2)
- Isidora Minić kao Anđelka Mladenović (glavni: sezona 2; gost: sezona 1)
- Tatjana Kecman kao vidovnjakinja (glavni: sezona 2; gost: sezona 1)
- Bogdan Bogdanović kao Jelke (glavni: sezona 2; gost: sezona 1)
- Nikola Pejaković Kolja kao Dragoje/čovek s' psom (sezona 2)

## Vanjske poveznice
- Službena stranica kanala Superstar TV
- Pevačica u internetskoj bazi filmova IMDb-a